# Distrito de Chaca
El distrito peruano de Chaca es una de los doce distritos pertenecientes a la provincia de Huanta, en el departamento de Ayacucho, bajo la administración del Gobierno regional de Ayacucho. Limita por el norte, por el noroeste y por el este con el Distrito de Uchuraccay; por el sureste y por el sur con los distritos de Uchuraccay y Huanta; por el suroeste con el Distrito de Luricocha; y, por el oeste con el Distrito de Santillana.
Desde el punto de vista jerárquico de la Iglesia católica, forma parte de la Arquidiócesis de Ayacucho.

## Historia
El distrito fue creado mediante N.º 30387 el 16 de diciembre de 2015, en el gobierno de Ollanta Humala.
Durante los primeros años, la municipalidad distrital de Santillana era la encargada de la administración de recursos y servicios públicos del distrito de Chaca, en tanto se elijan e instalen nuevas autoridades.
El 10 de diciembre de 2017 se realizaron las primeras elecciones municipales distritales, siendo elegido Pricilio Ramos Morales.

## Geografía
El Distrito de Chaca abarca una superficie de 124 km².
Altitud media :	:	3200 m s. n. m.
Longitud 	:	74° 12′ 24.52″ Oeste
Latitud	:	12° 47′ 1.47" Sur
Límites:
Por el Este	: Distrito de Luricocha – Provincia de Huanta.
Por el Oeste	: Distrito de Santillana – Provincia de Acobamba.
Por el Norte	: Distrito de Uchuraccay – Provincias de Huanta.
Por el Sur	: Distrito de Uchuraccay y Huanta
Centros Poblados: Purus, Pallcca, Llacchuas
Comunidades: Chinchay, Chocay, Pacchancca, Anya, Moroccocha, Chaca, Lambras, Huillhuicc, Ingenio Paccre, Pallcca, Quiñacc, Parccora, Ccantupata, Purus, Ccarhuacc, Llacchuas, San Luis, Putka, Bramadero.

## Autoridades

### Municipales
- 2022 - 2026[3]
  - Alcalde: Abimael Cardenas Llancce, de Movimiento Agua.
  - Regidores:

  1. Efrain Ñaupa Velazquez (Movimiento Agua)
  2. Elizabeth Ninfa Espinoza Huarancca (Movimiento Agua)
  3. Rufino Huamán De La Cruz (Movimiento Agua)
  4. Margoth Yuliza Rosa Huamani (Movimiento Agua)
  5. Cidela Rimachi Huerta (Movimiento Ande)

Alcaldes anteriores
- 2022:[4] Nicasio Ñaupa Pacheco, de Unidos por el Desarrollo de Ayacucho.

## Vías de acceso
La vía de acceso a Chaca desde la ciudad de Ayacucho, es por la carretera asfaltada de Ayacucho hasta Huanta de 50 km. De allí se toma una trocha carrozable de 46 km: vía Huanta – Carhuahuran – Selva. El tiempo de recorrido: Ayacucho – Huanta – Chaca es de 3 horas aproximadamente, dependiendo de la estación del año. 